# El atentado (película de 1972)
L'Attentat es una película francesa dirigida por Yves Boisset en 1972, inspirada en el asesinato del opositor marroquí Mehdi Ben Barka en territorio francés.
Sadiel (Gian Maria Volonté), un líder de la oposición de un país árabe, se exilia en Suiza para escapar del régimen autoritario de su país. Los servicios secretos estadounidenses y franceses decidieron montar una operación para eliminarlo de la forma más discreta posible. Sin embargo, por razones diplomáticas, la operación no puede llevarse a cabo en Suiza. Por lo tanto, se decidió que Sadiel debía ser llevado a París.
François Darien (Jean-Louis Trintignant), un intelectual de extrema izquierda, es arrestado por la policía durante una manifestación de protesta contra la guerra de Vietnam. En realidad, su arresto no fue una coincidencia. De hecho, a los ojos de los servicios secretos, Darién poseía todas las cualidades requeridas para la operación: por un lado, tenía la plena confianza de Sadiel y, por otro, ya había colaborado con la policía en 1960, cuando formaba parte de una red de apoyo al FLN argelino. Es su abogado (Michel Bouquet) quien actuará como correa de transmisión entre él y los servicios. Le ofrecieron el puesto de director político de programación del Tercer Mundo para una estación de televisión. Se le encomendó la tarea de organizar un debate televisado internacional con Sadiel. Pensó que lo haría en Ginebra, pero se le hizo entender que tenía que hacerlo en París.
Al reunirse con Sadiel en Ginebra, Darien se sorprende porque Sadiel acepta de inmediato. Sadiel revela que tiene la intención de usar el programa para negociar en secreto con emisarios del gobierno para regresar a su país. Por lo tanto, Darién está convencido de que le está haciendo un favor a Sadiel, cuando en realidad es un engranaje indispensable en la conspiración.
Al llegar a París, de camino a encontrarse con Darien y sus amigos en una cervecería, Sadiel es interceptado y puesto a cargo por inspectores de policía franceses, que lo llevan a una villa, perteneciente a un mafioso (Daniel Ivernel), que a veces presta "servicios al Estado".
Esa misma noche, el coronel Kassar (Michel Piccoli), jefe de los servicios secretos del país de Sadiel, se dirige a París. Inmediatamente es llevado a la villa. Luego procede a interrogar a Sadiel, después de intentar comprarlo. Mientras tanto, Darién también ha llegado a la villa para averiguar qué está pasando. Fue desarmado y arrinconado, pero logró escapar y regresar a París. De hecho, se convierte en un testigo tan peligroso que la noticia de su fuga se suspende de la siguiente manera:
Darien entiende que debe esconderse si quiere seguir con vida, pero también si quiere sacar la verdad sobre Sadiel. A través de su antiguo socio, alertó a un abogado del Partido Comunista (Bruno Cremer), luego comisario de la policía judicial (François Périer). Este comisionado, inicialmente escéptico, toma la iniciativa de registrar la villa, pero la limpieza ya está hecha. Pero los hechos despiertan sus sospechas. Como un policía tenaz, decide arrojar luz sobre el caso a toda costa.
Por su parte, Darién graba una cinta magnética, para que la verdad pueda ser difundida y al mismo tiempo le permita protegerse. Pero la conspiración está aún mejor organizada de lo que él cree.

## Ficha técnica
- Título :  L'Attentat
- Guion : Ben Barzman, Basilio Franchina
- Adaptación y diálogos : Jorge Semprún
- Producción : Giuliani G. De Negri, Tullio Odevaine para AMLF, Corona Cinematografica, Sancrosiap, Terzafilm Produzione Indipendente y Transinter Films
- Música : Ennio Morricone
- Fotografía : Ricardo Aronovich
- Montaje : Albert Jurgenson
- Asistentes de dirección : Thierry Chabert y Claude Othnin-Girard
- Sonido : Jean-Claude Laureux
- Duración : 120 minutos
- País de origen :  Francia , Italia , Alemania Occidental
- Lengua : Francés
- Color : color (technicolor)
- Sonido : Mono
- Género : drama, suspense, política
- Clasificación : Finlandia:K-16 / Suecia:15 / EE. UU.:PG
- Fechas de estreno :
  - Italia : 4 de octubre de 1972
  - Francia :11 de octubre de 1972

## Reparto
- Jean-Louis Trintignant : François Darién
- Michael Piccoli : Coronel Kassar
- Jean Seberg : Edith Lemoine
- Gian Maria Volonté (Doblado por Marcel Bozzuffi ) : Sadiel
- Michel ramo :  Lempereur
- Bruno Cremer :  Michel Vigneau
- Daniel Ivernel : Antonio Aconetti
- Philippe Noiret : Pierre Garcín
- François Perier : Comisario René Rouannat
- Roy Scheider :Michael Howard
- Karin Schubert : Sabine
- Nigel Davenport : Un funcionario de la CIA
- Jacques Francois : Lestienne
- Jean Bouise : Un oficial de policía de alto rango.
- Denis Manuel : Azam
- Marc Mazza : Capitán Lardi
- Pedro Santini : Inspector Melún
- George Staquet : El oficial de policía Fleury
- Jean Bouchaud : Inspector Le Gall
- Rolando Blanca : Un hombre de Aconetti
- jacques ricardo : Un hombre de Aconetti
- Michael Beaune : Un inspector de policía
- Benito Merlino : El periodista italiano

## Sobre la película
- La película está inspirada en el caso de Ben Barka. Yves Boisset se vio sometido a múltiples presiones durante el rodaje, la financiación de la película fue bloqueada tres veces y las escenas de tortura tuvieron que volver a rodarse, tras la misteriosa desaparición de los carretes correspondientes. El estreno en cines fue objeto de ataques, pero la película fue finalmente un éxito.[4]
- En 1973 Gérard Oury hizo una película de comedia, Las aventuras del rabino Jacob, cuyo guion se inspiró en la película de Boisset. Hay ciertas escenas, como el secuestro frente a la cervecería parisina o el interrogatorio, y ciertos personajes, como el coronel de los servicios secretos.
- Yves Boisset originalmente quería a Romy Schneider para el papel de Edith Lemoine, pero la actriz ya había sido elegida para Ludwig, de Luchino Visconti, por lo que Boisset llamó a Jean Seberg.